# Рибни езера
Рибните езера са 2 големи и още няколко много малки и непостоянни езера в Централна Рила. Разположени са в дълбокия и широко отворен на север циркус между върховете Кьоравица (2612 m) на запад, Канарата (2667 m) на юг и Йосифица (2697 m) на североизток, в най-горната част на долината на Рилска река (ляв приток на Струма).
Горното рибно езеро се намира на 42°06′24″ с. ш. 23°29′29″ и. д. / 42.106667° с. ш. 23.491389° и. д. и 2226,8 m н.в. Има продълговата форма от юг-югозапад на север-североизток с размери 800 х 300 m и ниски брегове. Площта му е 176-180 дка, а максималната му дълбочина 9 m. В североизточната му част е изграден бетонен преливник.
Долното Рибно езеро се намира на 600 m северно от горното на 42°07′01″ с. ш. 23°29′42″ и. д. / 42.116944° с. ш. 23.495° и. д. и 2200,2 m н.в. Има обвална форма с размери 340 х 230 m. и ниски затревени брегове. Площта му е 47 дка, а максималната му дълбочина 9 m.
От Горното Рилско езеро води началото си Рилска река (ляв приток на Струма). Езерата се използват като изравнител за ВЕЦ на Рилската каскада. Между двете езера е разположена хижа Рибни езера.